# San Pelayo de Castro
San Pelayo de Castro fue una localidad y posteriormente despoblado del alfoz de Castrotorafe, provincia de Zamora, en la comunidad autónoma de Castilla y León, España.

## Geografía
San Pelayo se encontraba en el hoy término municipal de San Cebrián de Castro limitando con el de Perilla de Castro. Era un cruce de caminos entre Tierra del Pan, Tierra de Alba y Tierra de Tábara. Ubicado sobre ricas vegas junto al río Esla, con la construcción de la presa de Ricobayo los restos del despoblado quedaron sumergidos.

## Historia
La primera referencia histórica de San Pelayo de Castro la encontramos en el año 1129, momento en el que el rey Alfonso VII de León y su mujer Berenguela de Barcelona le conceden a la encomienda de Castrotorafe el fuero de Zamora y delimitan su alfoz. Un alfoz comprendido por las actuales localidades de Villalba de la Lampreana, Perilla de Castro, Olmillos de Castro, Fontanillas de Castro, Piedrahíta de Castro, San Cebrián de Castro y San Pelayo de Castro.
En el Diccionario geográfico-estadístico de España y Portugal de 1826 y 1829 ya aparece reflejado como despoblado. Con la construcción de la presa de Ricobayo los restos del despoblado quedaron sumergidos.

## La barca de San Pelayo
Ubicado sobre ricas vegas junto al río Esla, sus tierras eran fértiles para la agricultura y también para la pesca. Propiedad de la encomienda de Castrotorafe, había varios cañales de pesca, en los que cada dueño poseía en su cañal un barco pequeño.
Pero San Pelayo fue principalmente un cruce de caminos para los transeúntes, arrieros y mercaderes que hacían el camino de Zamora a Galicia, por Navianos de Alba y Tábara, como por los que se dirigían y venían de La Raya con Portugal, por Gallegos del Río y Alcañices. La importancia de San Pelayo como lugar de paso hizo que tras caer derruido el puente de Castrotorafe situado a escasos metros aguas arriba, la barca de San Pelayo se convirtiese en el principal medio de transporte sobre el Esla por esa área de influencia.
La encomienda santiaguesa de Castrotorafe tuvo como fuente de ingresos el portazgo del puente de Castrotorafe y posteriormente la barca de San Pelayo. En 1494 la barca rentaba 8.000 maravedís anuales y en 1751 reportaba una renta anual de 2.900 reales.
Con motivo de operaciones militares para invadir Portugal, se construyó el primer puente de San Pelayo. Era un puente de barcas que venía a erigirse como el paso fijo principal sobre esa parte del Esla. El proyecto se realizó en 1761 y hoy día se encuentra conservado en el Archivo de Simancas. No hay referencias sobre la pervivencia de este puente, pero no debió de ser mucha ya que la barca de San Pelayo siguió operando sobre el Esla.
Décadas después por Real Orden de 20 de julio de 1801 fue mandado levantar un puente de madera bajo el nombre también de puente de San Pelayo, en lo que sería la evolución con el anterior puente de barcas. Un proyecto del ingeniero jefe del Estado Fausto Caballero, que poseía una pasarela de madera muy esbelta y de gran longitud, hecho con 252 varas de largo y 18 pies de ancho, albergando 33 vanos de luz. El gobierno de España construyó esta infraestructura para establecer un paso fijo dentro del trazado de la carretera Villacastín-Vigo.
La construcción de este puente del Estado derivó en el establecimiento de un portazgo por mandato real. Esto provocó reclamaciones del comendador de Castrotorafe, propietario de la barca, al sentirse perjudicado y reclamó una recompensa del nuevo portazgo establecido. No obstante, el puente duró poco y las aguas se lo llevaron, volviendo a instaurarse el paso móvil mediante la barca.
Tras el proceso desamortizador, la orden militar de Santiago dejó de tener la propiedad de la barca, pasando su flota al Estado. En febrero de 1846 todavía pertenecía a la nación, mientras se elaboraba el pliego de condiciones para la construcción de una nueva barca y su correspondiente peaje. Tras salir a concurso público, en mayo de 1847 la adjudicataria fue la marquesa de Villagodio. En 1858 pasó a gestionarse por el político zamorano Ramón Zorrilla del Árbol.
La construcción de la presa de Ricobayo provocó que el paso en barca quedase inundado, hecho que motivó la desaparición definitiva de este histórico paso móvil sobre el Esla.